# Szitka jegenyefenyő
A szitka jegenyefenyő (Abies amabilis) észak-amerikai eredetű, dísznövényként Magyarországon is kapható örökzöld; hazánkban több, méretes példánya is nő.

## Elterjedése, élőhelye
Az északi flórabirodalom pacifikus–észak-amerikai flóraterületén, Alaszkától Kaliforniáig nő – északon a Csendes-óceán partvidékére ereszkedik, Kaliforniában, a Siskiyou- és Klamath-hegységben 2000 m-ig kapaszkodik fel.

## Megjelenése
Kedvező helyeken igazi faóriássá, 30–75 m magasra nőhet. Széles vagy karcsú, kúpos koronájú fa, aminek csúcsa fiatalon hosszan kinyúlik.
Kérge sokáig sima, szürke, majd repedezett, később bordákra szakadozik. Érett, sárgászöld hajtásai sűrű, világosbarna szőr növi be, majd jellemzően rózsás árnyalatú szürkére fakulnak. Rövid (2–4 cm-es) tűlevelei a törzshöz közel a hajtás síkjában széles szögben szétterülnek, a hajtás középtengelye fölött annak csúcsa felé ráfekvők, a felső ágakon a hajtás felső oldalára hajlók, a csúcs alatt csapott „biccentő” véggel előrehajlók, hirtelen lekerekedők vagy lecsapott, szögletes véggel kicsípett csúcsúak, a hajtások alsó felén ezüstösen hamvasak. A 8–14 cm-es, széles, hengeres tobozok fellevelei rejtettek; a tobozok színe a liláskéktől a sötét szürkésliláig változik.

## Életmódja
Párás, csapadékos, meleg helyen, savanyú talajon érzi jól magát. A meszes talajra kissé érzékeny, Magyarországon teljesen télálló.

## Ismertebb kertészeti változatai
- Abies amabilis 'Compacta'
- Abies amabilis 'Spreading Star'